# كل شيء على ما يرام (فلم 2011)
كل شيءٍ على ما يُرام (بالبرتغالية: Por aqui tudo) و(بالفرنسية: Tout Va Bien) هو فيلمٌ أنغولي صدر عام 2011 للمخرج الأنغولي بوكاس باسكوال. عُرض الفيلم في مهرجان مالطا السينمائي، كما عُرض في مهرجان أفريقيا الحيّة بألمانيا عام 2014.

## القصّة
يُتابع الفيلم حكاية شقيقتين صغيرتين في سن المراهقة هما عايدة البالغة من العمر ستة عشر عامًا وماريا البالغة من العمر سبعة عشر عامًا اللتان هربتا من أنغولا للعيش في لشبونة بالبرتغال خلال عام 1980 هربًا من الحرب الأهلية الأنغولية في تلك الحقبة.
وصل الثنائي إلى لشبونة لكنّ الحياة تُتبث أنها قاسيةٌ على الشابتينِ الأفريقيتين، حيثُ يجدان صعوبةً في التكيف مع بلدهم الجديد وعاداته وثقافته لكن حدثًا مأساويًا يُغيّر حياتهم مرة أخرى.

## طاقم التمثيل
- ويلون برانداو
- فيرا كروز
- شيلا ليما
- سيومارا مورايس

## الجوائز
حاز الفيلم على العديد من الجوائز العالمية منها:
- جائزة من مهرجان لوس أنجلوس السينمائي في الولايات المتحدة عام 2012
- جائزة من مهرجان خريبكة للسينما الإفريقية في المغرب عام 2012
- جائزة من مهرجان قرطاج السينمائي في تونس عام 2012
- جائزة من مهرجان إنترناسيونال دي لواندا في أنغولا عام 2012
- جائزة من المهرجان الأفريقي للسينما والتلفزيون في واغادوغو في بوركينا فاسو عام 2013
- جائزة من مهرجان إندي لشبونة في البرتغال عام 2013